# بيتزا العرقسوس (سلسلة متاجر)
بيتزا العرقسوس (بالإنجليزية: Licorice Pizza)‏ هي سلسلة متاجر تسجيلات في لوس أنجلوس ألهمت عنوان فيلم بول توماس أندرسون لعام 2021 الذي يحمل نفس الاسم ببتزا العرقسوس. يشير المصطلح إلى تعبير عام عن تسجيل قرص فونوغراف مقطوع جانبي يشير إلى اللون والشكل.
افتتح جيمس غرينوود أول متجر لتسجيل بيتزا العرقسوس في يوليو 1969 في وسط مدينة لونغ بيتش. انتشرت في الخمسة عشر عامًا التالية مواقع متعددة في جميع أنحاء جنوب كاليفورنيا. وأصبحوا معروفين بالموظفين ذوي المعرفة العالية وطلبات الأنظمة الصوتية الكلية والحصول على الإصدارات الجديدة أولاً وبمنح حلوى عرق السوس مجانًا.
استحوذت شركة «سام غودي» على سلسلة متاجر بيتزا العرقسوس في عام 1986.